# شعار جزر سليمان
يُظهر شعار النبالة لجزر سليمان درعًا محاطًا بتمساح وسمك قرش. ويظهر تحتها شعار نصه «القيادة هي الخدمة». يوجد فوق الدرع خوذة ذات زخارف تتوجها شمس منمنمة.

## الشعارات التاريخية

شعار جزر سليمان (1906–1947)
شعار جزر سليمان (1947–1956)
شعار جزر سليمان (1956–1978)